# Gárdi Balázs
A sportfotózás egy idő után olyan reflexeket ad, aminek a segítségével automatikusan, gondolkodás nélkül is képes vagy elkapni egy pillanatot akármilyen szituációban.
Gárdi Balázs (Budapest, 1975. május 21. – ), magyar származású fotóművész, számtalan hazai és nemzetközi verseny győztese, a 2018-as World Photograpy Awards sportkategóriájának világbajnoka. Fiatal éveiben bejárta az egész világot, különleges szemléletmódjának köszönhetően születtek díjnyertes képei. Feleségével és fiával az Amerikai Egyesült Államokban lelt otthonra, ahol jelenleg is él.

## Szakmai pályafutása
A fotózást a budapesti Práter utcai fényképész iskolában tanulta 1993 és 1995 között, (ahol korábban Burger Barna is végzett). Itt szerette meg igazán a fényképezést, nagy hatást gyakoroltak rá Hefelle József fotótechnikai előadásai. Hefelle a portréfényképezés mestere volt, aminek a fiatal fotográfus tanonc később nagy hasznát vette. A két éves iskola elvégzése után beiratkozott a MÚOSZ Bálint György újságíró iskolába ahol egy év alatt a fotózás csinját-binját kitanulta. Az igazi iskola számára mégis a Népszabadság szerkesztősége volt, ahol 1996-tól kezdett el dolgozni. Hét évet töltött el itt és ezalatt az időszak alatt elméleti tudását gyakorlati tapasztalatokra váltotta. Ezen időszak alatt 1998-tól dolgozott még a Reuters hírügynökségnél is és később a National Geographic Magazinban is megjelentek képei. Kedveli a fekete-fehér fotózást, ilyen képei készültek a Time és a Newsweek Magazinok számára, ahol már komolyabb több oldalas képriportjait jelentették meg. Ilyen volt például az Afganisztánban készült képanyag is.
2012-ben Gárdi volt a Red Bull Stratos Project fotósa, ő készítette el Felix Baumgartner képeit a sikeres világrekord-kísérlet során Roswellben.

## Egyéni kiállításai

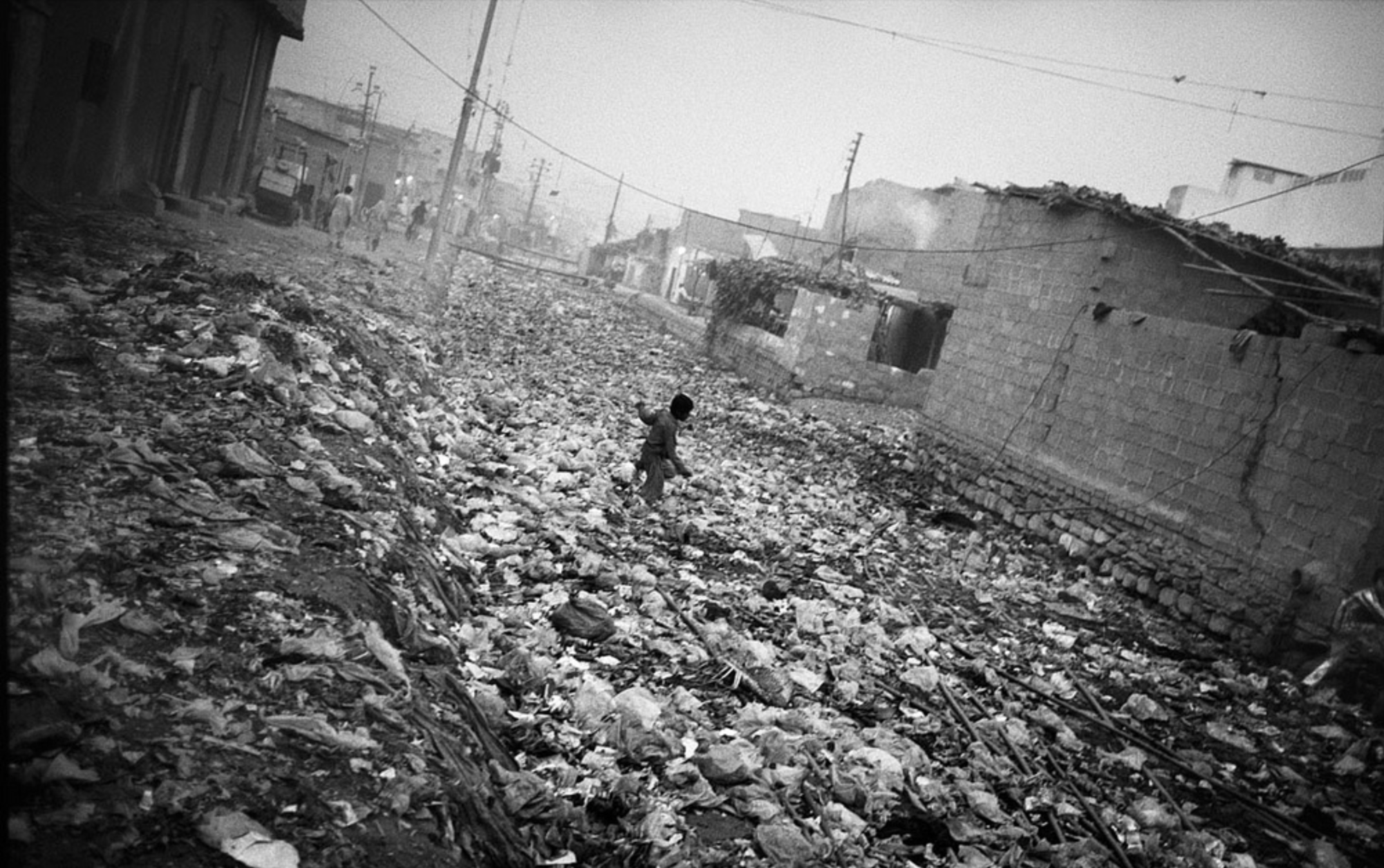
Pakisztán, 2009. november 3.

- Az Év fotóriportere, MÚOSZ, 1998

## Könyvei
- Gárdi Balázs:Gárdi Balázs Betondzsungel - Concrete jungle, Városháza, 2004. ISBN 963917081X,

(A könyv a Pro Cultura Orbis Közalapítvány által meghirdetett Budapest Fotográfiai Ösztöndíj keretében készült)
- Gárdi Balázs: Misszió 2006 Afganisztán - Afhganistan Mission 2006, Zrínyi Kiadó, 2006. angol-magyar nyelvű

## Díjai
- Alexia Foundation ösztöndíj, 2006.
- Sony World Photography Awards sport kategóriájának világbajnoka, 2018.[6]